# Cintegabelle
Cintegabelle è un comune francese di 2 674 abitanti situato nel dipartimento dell'Alta Garonna nella regione dell'Occitania.

## Società

### Evoluzione demografica

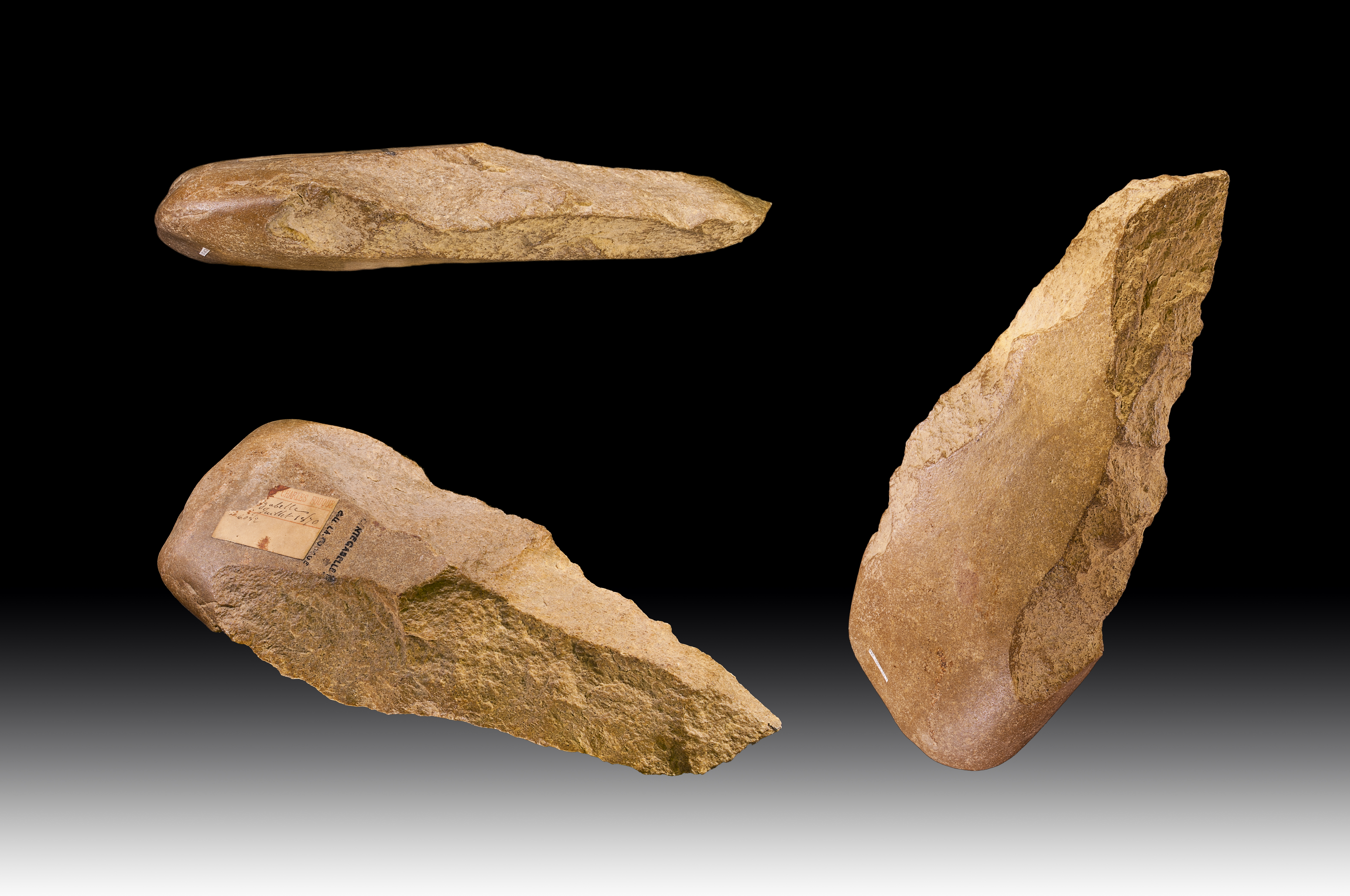
Bifacciale Cintegabelle - Muséum de Toulouse

Abitanti censiti